# Reginaldo Toro
Reginaldo Toro, también conocido como Reinaldo Toro (San Miguel de Tucumán, 31 de julio de 1839 - Córdoba, 21 de agosto de 1904) fue un fraile argentino que ejerció como obispo de Córdoba entre 1888 y 1904.

## Biografía
Ingresó a la Orden de Predicadores, los comúnmente llamados "dominicos" y fue ordenado sacerdote el 16 de septiembre de 1862.
En octubre de 1886 fundó la orden de las Hermanas Terciarias Dominicas de San José, que en la actualidad se dedica a la enseñanza primaria y secundaria, y tiene varios hogares para menores en situación de riesgo.
En 1868 fue nombrado prior del convento dominico de Córdoba, y entre 1877 y 1885 fue Provincial de los dominicos; la provincia incluía la totalidad de la Argentina y el Uruguay.
Fue nombrado obispo de Córdoba el 1 de junio de 1888. Consagrado por el arzobispo de Buenos Aires, Federico León Aneiros el 19 de agosto de 1888, pocos días más tarde se instaló en la ciudad de Córdoba.
Dedicó su mandato especialmente a visitar las parroquias de toda su diócesis, especialmente en las localidades más pequeñas, muchas de ellas carentes de sacerdotes; continuamente partía en "misiones" a esos pueblos, acompañado del clero secular de la capital, acercándolo a los pueblos del interior y evitando que se concentraran solamente en la cómoda capital de su jurisdicción. Fundó una sucursal provincial de la Obra Pontificia de la Propagación de la Fe, con sus capítulos locales en varios pueblos.
Durante su mandato, especialmente por la vocación misionera del obispo, tomó contacto repetidamente con la acción del cura José Gabriel Brochero en el valle de Traslasierra. En 1898, queriendo premiar su intensa actividad y darle un tiempo de descanso, lo nombró canónigo de la Catedral de Córdoba; pero Brochero renunció cuatro años después y regresó a las sierras, donde fallecería doce años más tarde.
Viajó a Roma para participar en el Concilio Plenario de la América Latina, que tuvo lugar entre mayo y julio de 1898. También se preocupó por la prensa católica, fundando el periódico Los Principios. Inauguró varias escuelas, de las cuales la más conocida fue el Colegio Santo Tomás de Aquino.
En octubre de 1901, mientras estaba haciendo una de sus giras, sufrió un ataque de hemiplejía en la localidad de Santa Rosa de Río Primero. Trasladado a la capital provincial, la enfermedad resultó irrecuperable, de modo que debió ser reemplazado en sus funciones pastorales por monseñor Filemón Cabanillas, vicario general.
Falleció en ejercicio de su obispado el 21 de agosto de 1904. Estuvo sepultado en la Basílica de Santo Domingo (Córdoba), actualmente sus restos se encuentran en la Iglesia San José, de las Hnas. Dominicas por él fundadas en la ciudad de Córdoba. Una calle de esa ciudad lleva su nombre.